# Lois Wilson
Lois Wilson (Pittsburgh, 28 giugno 1894 – Reno, 3 marzo 1988) è stata un'attrice statunitense.
Una delle più note attrici del cinema muto, che caratterizzò il suo personaggio come quello della "ragazza della porta accanto", la sposa ideale, dolce e sensibile.
Dopo aver vinto un concorso di bellezza (quello che in seguito avrebbe preso il nome di Miss Alabama, esordì nel cinema nel 1915. La sua carriera di attrice è poi proseguita fino agli anni cinquanta, quando è passata a lavorare per la televisione. Ha partecipato anche alla soap opera Sentieri.

## Biografia

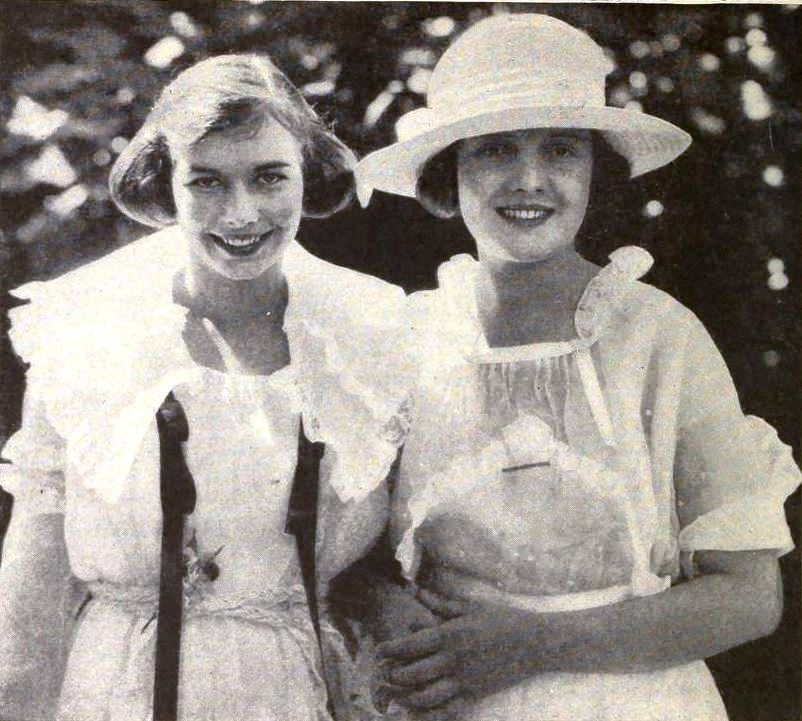
Lois con la sorella Constance (1921)

Nata in Pennsylvania, a Pittsburgh, Lois Wilson si trasferì da bambina con la famiglia in Alabama. Laureatasi all'Alabama Normal College (diventato poi University of West Alabama), cominciò a insegnare. Andò a vivere in California nel 1915, quando vinse un concorso di bellezza indetto dall'Universal Studios e dal giornale Birmingham News. Il concorso preannunciava il futuro concorso di Miss Alabama, ed è considerato come la sua prima edizione effettiva. A Hollywood, Lois Wilson prese parte ad alcuni film, in piccoli ruoli.
Esordì nel 1915, quando diresse e interpretò il corto The Hypocrite. In The Dumb Girl of Portici, lavorò accanto alla grande ballerina Anna Pavlova che, nella sua carriera, girò solo questo film.

### Carriera cinematografica
Nel 1919 venne messa sotto contratto dalla Paramount, studio presso il quale restò fino al 1927. Nel 1922 la giovane attrice entrò nell'elenco delle vincitrici della prima edizione del WAMPAS Baby Stars, un premio che segnalava le migliori promesse dell'anno. Nel 1923 ricoprì uno dei suoi migliori ruoli interpretando Molly Wingate ne I pionieri di James Cruze. Nel 1926 fu Daisy Buchanan nella versione muta di The Great Gatsby accanto a Warner Baxter, un film diretto da Herbert Brenon. Tra i suoi partner sullo schermo, ci furono anche Rodolfo Valentino e John Gilbert.
Nel 1949 Lois Wilson girò per la Warner Bros. il suo ultimo film, la commedia La foglia di Eva, il cui interprete principale, insieme a Virginia Mayo, era il futuro presidente Ronald Reagan. Nei primi anni cinquanta passò alla televisione, prendendo parte ad alcune serie. La sua ultima partecipazione fu nella soap opera Sentieri, nel 1952. Nella sua carriera, girò 150 film per il cinema e 6 film per la tv.

### Vita privata
Benché fosse sempre stata designata dalla stampa e dalla pubblicità degli studio come la ragazza da marito ideale, Lois Wilson non si sposò mai. Per l'Esposizione dell'Impero Britannico del 1924, l'attrice venne scelta dalla Paramount per rappresentare l'industria cinematografica USA, definita a typical example of the American girl in character, culture and beauty (un tipico esempio di ragazza americana nel carattere, cultura e bellezza).
Aveva due sorelle più giovani di lei: l'attrice Diana Kane (1901-1977), che era stata sposata con il regista George Fitzmaurice, e Connie Lewis (1904-1968), che apparve in un solo film, A che prezzo Hollywood? del 1932.
Morì di polmonite il 3 marzo 1988 al Riverside Hospital for Skilled Care di Reno, in Nevada, all'età di 93 anni. Venne sepolta nel Forest Lawn Memorial Park a Glendale.

## Riconoscimenti
- WAMPAS Baby Stars del 1922
- Per il suo contributo all'industria cinematografica, le è stata assegnata una stella della Hollywood Walk of Fame al 6933 Hollywood Blvd.

## Filmografia
La filmografia è completa. Quando manca il nome del regista, questo non viene riportato nei titoli

### Attrice
- The Hypocrite, regia di Lois Wilson (1915)
- The New Adventures of Terence O'Rourke, regia di Otis Turner - serial cinematografico (1915)
- The Palace of Dust, regia di Jacques Jaccard (1915)
- When a Queen Loved O'Rourke, regia di Otis Turner - cortometraggio (1915)
- The Road to Paradise, regia di Otis Turner - cortometraggio (1915)
- Langdon's Legacy, regia di Otis Turner (1916)
- Married on the Wing, regia di Ernest Shields (1916)
- The Pool of Flame, regia di Otis Turner (1916)
- The Dumb Girl of Portici, regia di Phillips Smalley e Lois Weber (1916)
- The Gay Lord Waring, regia di Otis Turner (1916)
- Hulda the Silent, regia di Otis Turner (1916)
- A Son of the Immortals, regia di Otis Turner (1916)
- The Decoy, regia di George W. Lederer (1916)
- The Silent Battle, regia di Jack Conway (1916)
- He Wrote a Book, regia di William Garwood (1916)
- The Beckoning Trail, regia di Jack Conway (1916)
- Arthur's Desperate Resolve, regia di William Garwood (1916)
- The White Man's Law, regia di Donald MacDonald (1916)
- A Soul at Stake, regia di William Garwood (1916)
- The Decoy, regia di William Garwood (1916)
- Her Chance, regia di Donald MacDonald (1916)
- The Morals of Hilda, regia di Lloyd B. Carleton (1916)
- Green Eyes (1916)
- The Whispered Name, regia di Donald MacDonald (1917)
- Black Evidence, regia di John McDermott (1917)
- Won by Grit, regia di George Marshall (1917)
- Flames of Treachery, regia di Donald MacDonald (1917)
- Treason, regia di Allen Holubar (1917)
- Parentage, regia di Hobart Henley (1917)
- Alimony, regia di Emmett J. Flynn (1917)
- A Man's Man, regia di Oscar Apfel (1918)
- His Robe of Honor, regia di Rex Ingram (1918)
- The Turn of a Card, regia di Oscar Apfel (1918)
- One Dollar Bid, regia di Ernest C. Warde (1918)
- Maid o' the Storm, regia di Raymond B. West (1918)
- A Burglar for a Night, regia di Ernest C. Warde (1918)
- The Bells, regia di Ernest C. Warde (1918)
- Prisoners of the Pines, regia di Ernest C. Warde (1918)
- Three X Gordon, regia di Ernest C. Warde (1918)
- The Drifters, regia di Jesse D. Hampton (1919)
- Come Again Smith, regia di E. Mason Hopper (1919)
- The End of the Game, regia di Jesse D. Hampton (1919)
- Gates of Brass, regia di Ernest C. Warde (1919)
- The Best Man, regia di Thomas N. Heffron (1919)
- A Man's Fight, regia di Thomas N. Heffron (1919)
- Love Insurance, regia di Donald Crisp (1919)
- Why Smith Left Home, regia di Donald Crisp  (1919)
- The Price Woman Pays, regia di George Terwilliger (1919)
- It Pays to Advertise, regia di Donald Crisp (1919)
- Too Much Johnson, regia di Donald Crisp (1919)
- Who's Your Servant? (1920)
- Thou Art the Man, regia di Thomas N. Heffron (1920)
- The City of Masks, regia di Thomas N. Heffron (1920)
- What's Your Hurry?, regia di Sam Wood (1920)
- A Full House, regia di James Cruze (1920)
- Burglar Proof, regia di Maurice Campbell (1920)
- Midsummer Madness, regia di William C. de Mille  (1920)
- What Every Woman Knows, regia di William C. de Mille (1921)
- La città degli uomini silenziosi (The City of Silent Men), regia di Tom Forman (1921)
- The Lost Romance, regia di William C. de Mille (1921)
- The Hell Diggers, regia di Frank Urson (1921)
- Miss Lulu Bett, regia di William C. de Mille (1921)
- The World's Champion, regia di Phil Rosen (1922)
- Is Matrimony a Failure?, regia di James Cruze (1922)
- Our Leading Citizen, regia di Alfred E. Green (1922)
- La corsa al piacere (Manslaughter), regia di Cecil B. DeMille (1922)
- Without Compromise, regia di Emmett J. Flynn (1922)
- Broad Daylight, regia di Irving Cummings (1922)
- I pionieri (The Covered Wagon), regia di James Cruze (1923)
- Triste presagio (Bella Donna), regia di George Fitzmaurice (1923)
- Only 38, regia di William C. de Mille (1923)
- A Man's Man, regia di Oscar Apfel (1923)
- Hollywood, regia di James Cruze (1923)
- To the Last Man, regia di Victor Fleming (1923)
- Ruggles of Red Gap, regia di James Cruze (1923)
- The Call of the Canyon, regia di Victor Fleming (1923)
- Pied Piper Malone, regia di Alfred E. Green (1924)
- Icebound, regia di William C. de Mille (1924)
- Another Scandal, regia di Edward H. Griffith (1924)
- The Man Who Fights Alone, regia di Wallace Worsley (1924)
- Monsieur Beaucaire, regia di Sidney Olcott (1924)
- Ai confini della civiltà (North of 36), regia di Irvin Willat (1924)
- Contraband, regia di Alan Crosland (1925)
- La valanga selvaggia (The Thundering Herd), regia di William K. Howard (1925)
- Welcome Home, regia di James Cruze (1925)
- Marry Me, regia di James Cruze (1925)
- Rugged Water, regia di Irvin Willat (1925)
- Stirpe eroica (The Vanishing American), regia di George B. Seitz (1925)
- The King on Main Street, regia di Monta Bell (1925)
- La misteriosa avventura (Irish Luck), regia di Victor Heerman (1925)
- Bluebeard's Seven Wives, regia di Alfred Santell (1925)
- Let's Get Married, regia di Gregory La Cava (1926)
- The Show Off, regia di Malcolm St. Clair (1926)
- The Great Gatsby, regia di Herbert Brenon (1926)
- New York, regia di Luther Reed (1927)
- Broadway Nights, regia di Joseph C. Boyle (1927)
- The Gingham Girl, regia di David Kirkland (1927)
- Alias the Lone Wolf, regia di Edward H. Griffith (1927)
- Moglie senza chich (French Dressing), regia di Allan Dwan (1927)
- Coney Island, regia di Ralph Ince (1928)
- Miss Information, regia di Bryan Foy (1928)
- La bella preda (Ransom), regia di George B. Seitz (1928)
- Sally's Shoulders, regia di Lynn Shores (1928)
- Sotto processo (On Trial), regia di Archie Mayo (1928)
- Conquest, regia di Roy Del Ruth (1928)
- Object: Alimony, regia di Scott R. Dunlap (1928)
- A Bird in the Hand, regia di Walter Graham (1929)
- Kid Gloves, regia di Ray Enright (1929)
- The Gamblers, regia di Michael Curtiz (1929)
- Her Husband's Women, regia di Leslie Pearce (1929)
- Rivista delle nazioni (The Show of Shows), regia di John G. Adolfi (1929)
- La fiamma occulta (Weddings Rings), regia di William Beaudine (1929)
- For Love or Money, regia di Leslie Pearce (1930)
- The Furies, regia di Alan Crosland (1930)
- Lovin' the Ladies, regia di Melville W. Brown (1930)
- Temptation, regia di E. Mason Hopper (1930)
- Once a Gentleman, regia di James Cruze (1930)
- Il richiamo dei figli (Seed), regia di John M. Stahl (1931)
- The Age for Love, regia di Frank Lloyd (1931)
- Law and Order, regia di Edward L. Cahn (1932)
- The Expert, regia di Archie Mayo (1932)
- La galoppata della disperazione (The Rider of Death Valley), regia di Albert S. Rogell (1932)
- Drifting, regia di Louis King (1932)
- Divorce in the Family, regia di Charles Reisner (1932)
- The Crash, regia di William Dieterle (1932)
- The Devil Is Driving, regia di Benjamin Stoloff (1932)
- The Secrets of Wu Sin, regia di Richard Thorpe (1932)
- Obey the Law, regia di Benjamin Stoloff (1933)
- Sfidando la vita (Laughing at Life), regia di Ford Beebe (1933)
- La distruzione del mondo (Deluge), regia di Felix E. Feist (1933)
- In the Money, regia di Frank R. Strayer (1933)
- Female, regia di Michael Curtiz (1933)
- The Show-Off, regia di Charles Reisner (1934)
- I ragazzi della via Paal (No Greater Glory), regia di Frank Borzage (1934)
- School for Girls, regia di William Nigh (1934)
- There's Always Tomorrow, regia di Edward Sloman (1934)
- Ticket to a Crime, regia di Lewis D. Collins (1934)
- La mascotte dell'aeroporto (Bright Eyes), regia di David Butler (1934)
- L'incredibile realtà (Life Returns), regia di Eugene Frenke e James P. Hogan (1935)
- Public Opinion, regia di Frank R. Strayer (1935)
- Born to Gamble, regia di Phil Rosen (1935)
- Society Fever, regia di Frank R. Strayer (1935)
- Cappy Ricks Returns, regia di Mack V. Wright (1935)
- Your Uncle Dudley, regia di Eugene Forde e James Tinling (1935)
- The Return of Jimmy Valentine, regia di Lewis D. Collins (1936)
- Wedding Present, regia di Richard Wallace (1936)
- Laughing at Trouble, regia di Frank R. Strayer (1936)
- Bad Little Angel, regia di Wilhelm Thiele (1939)
- Nobody's Children, regia di Charles Barton
- For Beauty's Sake, regia di Shepard Traube (1941)
- La foglia di Eva (The Girl from Jones Beach), regia di Peter Godfrey (1949)

### Televisione
- The Aldrich Family – serie TV (1949)
- The Ford Theatre Hour – serie TV, 1 episodio (1950)
- Armstrong Circle Theatre – serie TV, 1 episodio (1950)
- The Philco Television Playhouse – serie TV, 1 episodio (1953)
- The Secret Storm – serie TV (1954)
- Sentieri (The Guiding Light) – serie TV (1954-1955)

### Film e documentari dove appare Lois Wilson (parziale)
- Screen Snapshots, Series 3, No. 5 (1922)

- Giovinezza (Fascinating Youth), regia di Sam Wood (1926)
- Screen Snapshots (1932)

### Regista
- The Hypocrite (1915)
- Alone in the World co-regia Phillips Smalley (1917)

### Sceneggiatrice
- Alone in the World di Phillips Smalley e Lois Wilson (1917)